# Округ Блејн (Оклахома)
Округ Блејн (енгл. Blaine County) је округ у америчкој савезној држави Оклахома.

## Демографија
По попису из 2010. године број становника је 11.943, што је 33 (-0,3%) становника мање него 2000. године.
| Група             | 2000.         | 2010.         |
| Белци             | 8.822 (73,7%) | 7.512 (62,9%) |
| Афроамериканци    | 797 (6,7%)    | 313 (2,6%)    |
| Азијати           | 85 (0,7%)     | 26 (0,2%)     |
| Хиспаноамериканци | 793 (6,6%)    | 2.873 (24,1%) |
| Укупно            | 11.976        | 11.943        |